# Selo pri Bledu
Selo pri Bledu este o localitate din comuna Bled, Slovenia, cu o populație de 203 locuitori.